# Джон (принц)
Принц Джон Уелски (на английски: Prince John of Wales), с пълно име Джон Чарлз Франсис (John Charles Francis; 12 юли 1905 в Йорк Котидж, Сандрингам Хаус, Норфолк – 18 януари 1919 в Уд Фарм, пак там) е петият син и най-малкото от шестте деца на британския крал Джордж V и кралица Мери. 
По време на раждането му баща му е наследник на дядото на Джон Едуард VII. През 1910 г. баща му наследява трона след смъртта на Едуард VII и Джон става пети в линията за наследяване на британския трон.
През 1909 г. е открито, че Джон има епилепсия. През 1916 г., когато състоянието му се влошава, той е изпратен да живее в имението Сандрингам Хаус в Норфолк и е държан далеч от очите на обществеността. Там за него се грижи  гувернантката му Шарлот „Лала“ Бил и той се сприятелява с местни деца, които майка му е събрала, за да му бъдат другари. Умира в Сандрингам през 1919 г. на 13-годишна възраст след тежък епилептичен припадък и е погребан в близката църква „Света Мария Магдалена“. Болестта му става известна на широката общественост едва след смъртта му.
Изолацията на Джон впоследствие е представено като доказателство за нехуманността на кралското семейство. Въпреки това, противно на убеждението, че е бил крит от ранна възраст, Джон е бил пълноправен член на семейството през по-голямата част от живота си, появявайки се често на публични места до 11-ия си рожден ден, когато състоянието му се влошава.

## Раждане
Джон е роден в Йорк Котидж в имението Сандрингам по време на управлението на неговия дядо по бащина линия крал Едуард VII. Той е най-малкото дете и пети син на Джордж, принц на Уелс, и на съпругата му Мери, принцеса на Уелс. Кръстен е Джон въпреки нещастните асоциации на това име за кралското семейство, но неофициално е известен като „Джони“. По време на раждането си е шести в линията за наследяване на трона след баща си и четиримата си по-големи братя. Като внук на управляващия британски монарх по мъжка линия и син на принца на Уелс той официално е наречен „Негово кралско височество принц Джон Уелски“ от раждането си.
Джон е кръстен на 3 август 1905 г. в енорийската църква „Света Мария Магдалена“ в Сандрингам. Негови кръстници са крал Карлос I от Португалия, чичовците му принц Хокон Датски и Александър Дъф, 1-ви херцог на Файф, неговият прачичо принц Йохан фон Шлезвиг-Холщайн-Зондербург-Глюксбург и три от децата на неговите първи братовчеди – Константинос и София – херцог и херцогиня на Спарта и принцеса Александра фон Тек. Бащата на Джон е пълномощник на крал Карлос, принц Хокон, принц Йохан и херцога на Файф, докато лелята на Джон - принцеса Виктория, е пълномощник на херцогинята на Спарта и принцеса Александра.

## Детство и болест
Голяма част от ранния живот на Джон преминава в Сандрингам с неговите братя и сестри –   Едуард (известен като Дейвид в кралското семейство), принц Албърт, принцеса Мери, принц Хенри и принц Джордж под грижите на тяхната бавачка Шарлот „Лала“ Бил. Макар и строг в дисциплината бащата на Джон е нежен към децата си. Майката на Джон е близо до децата си и ги насърчава да й се доверяват. През 1909 г. пралелята на Джон, вдовстващата императрица на Русия Мария Фьодоровна, пише на сина си Николай II: „Децата на Джордж са много хубави ... Малките, Джордж и Джони, са очарователни и много забавни.“ Лелята на Джон – принцеса Алис, графиня на Атлон, го описва като „много странен и една вечер, когато чичо Джордж се върна от преследване, той се наведе над леля Мей и я целуна, и те чуха Джони да си казва: „Тя целуна татко, грозен старец““. Джордж V веднъж казва на американския президент Теодор Рузвелт, че всички [негови] деца [са] послушни, с изключение на Джон, защото той единствен, сред децата на краля, избегнал наказанието от баща си.
Въпреки че е голямо и красиво бебе, Джон става очарователен и болезнено бавен до четвъртия си рожден ден. Същата година той получава първия си епилептичен припадък и показва признаци на увреждане, вероятно аутизъм или обучителни трудности. Когато баща му става крал, Джон не присъства на коронацията на родителите си на 22 юни 1911 г., тъй като това се смята за твърде рисковано за здравето му. Въпреки това циниците казват, че семейството се страхува, че репутацията им ще бъде накърнена от всеки инцидент с негово участие. Въпреки че Джон не е смятан за представителен за външния свят, кралят все пак проявява интерес към него, предлагайки му доброта и обич.
По време на престоя си в Сандрингам Джон проявява някои повтарящи се поведения, както и редовно лошо поведение и неподчинение: „той просто не разбираше, че трябва [да се държи добре].“ Въпреки това има надежда, че пристъпите му може да намалеят с времето.
През 1912 г. принц Джордж, най-близкият му брат, започва подготвително училище „Сейнт Питър“ в град Броудстеърс на о-г Танет. На следващото лято сп. „Таймс“ съобщава, че Джон няма да посещава училището през следващия срок и че родителите му не са решили дали изобщо да го пратят на училище. След избухването на Първата световна война той рядко вижда родителите си, които често отсъстват по служебни задължения, или братята и сестрите си, които са или в интернат, или в армията. Той бавно изчезва от очите на обществеността и не са поръчвани негови официални портрети след 1913 г.

## Живот в Уд Фарм
През 1916 г., когато припадъците му стават по-чести и тежки, Джон е изпратен да живее в Уд Фарм – ферма в имението Сандрингам, като гувернантката му Лала Бил отговаря за грижите за него. Той поддържа интерес към света около себе си и е способен на последователна мисъл и изразяване, но поради липсата на образователен напредък последният от неговите учители е уволнен и официалното му образование приключва. Лекарите предупреждават, че е малко вероятно той да достигне зряла възраст.
В Уд Фарм Джон става „сателит със собственото си малко домакинство в отдалечена ферма в имението Сандрингам... Гостите в Балморал го помнят по време на Първата световна война като висок и мускулест, но винаги далечна фигура, зърната отдалеч в гората, ескортирана от собствените му слуги.“ Неговата баба кралица Александра поддържа специално градина в Сандрингам Хаус за него и това се превръща в едно от големите удоволствия в живота на принца.
След лятото на 1916 г. Джон рядко е виждан извън имението Сандрингам и преминава единствено под грижите на Лала Бил. След като кралица Александра пише, че Джон „много се гордее с къщата си, но копнее за приятел“, кралица Мери се отказва от кралската практика, като кара местни деца да му бъдат приятели в играта. Едно от тях е Уинифред Томас, момиче от Халифакс, изпратено да живее при леля си и чичо си (които отговарят за кралските конюшни в Сандрингам) с надеждата, че астмата му ще се подобри. Джон се е запознал с нея години по-рано, преди Първата световна война. Те се сближават, правят заедно разходки сред природата и работят в градината на кралица Александра. Джон също играе с по-големите си братя и сестри, когато го посещават: веднъж, когато двамата му най-големи братя идват на гости, принцът на Уелс го завежда да тича в нещо като количка за бутане и двамата изчезват от погледа.

## Смърт
Припадъците на Джон се засилват и Бил по-късно пише: „Ние не смеехме да го оставим да бъде с братята и сестра си, защото това ги разстройваше толкова много, тъй като атаките ставаха такалоши зле и настъпваха толкова често.“ Биографът Денис Джъд вярва, че уединението и ненормалността на Джон трябва да са били обезпокоителни за братята и сестра му, тъй като той е бил дружелюбно, общително малко момче, много обичано от братята и сестра си, нещо като талисман за семейството. Джон прекарва Коледа през 1918 г. със семейството си в Сандрингам Хаус, но през нощта е върнат обратно в Уд Фарм.
На 18 януари 1919 г., след тежък припадък, 13-годишният Джон умира в съня си в Уд Фарм в 17:30 часа. Кралица Мери пише в дневника си, че новината е „голям шок, но за неспокойната душа на бедното малко момче смъртта дойде като голямо облекчение. [Тя] съобщи новината на Джордж и [те] потеглиха с мотора към Уд Фарм. Намерих бедната Лала много примирена, но с разбито сърце. Малкият Джони изглеждаше много спокоен, докато лежеше там.“

По-късно Мери пише на Емили Алкок, стара приятелка, че „за [Джон] това е голямо облекчение, тъй като болестта му се влошаваше с напредването на възрастта, и по този начин са му спестени много страдания. Не мога да кажа колко благодарни се чувстваме на Бог, че го взе по такъв мирен начин, той просто спеше тихо в своя небесен дом, без болка, без борба, просто мир за бедния малък разтревожен дух, който беше голяма тревога за нас много години, откакто беше на четири години“. Тя добавя: „Първото прекъсване в семейния кръг е трудно за понасяне, но хората бяха толкова добри & симпатичен и това ни помогна много“. Джордж описва смъртта на сина си като „най-голямата възможна милост“.
На 20 януари в. „Дейли Мирър“ пише, че „когато принцът почина, лицето му носеше ангелска усмивка“; вестникът прави и първото публично споменаване на епилепсията му.
Погребението на принца е на следващия ден в енорийската църква „Света Мария Магдалена“. Кралица Мери пише: „Каноник Далтън и д-р Браунхил [лекарят на Джон] проведоха службата, която бе ужасно тъжна и трогателна. Присъстваха много наши хора и селяни. Благодарихме на всички служители на Джони, които бяха толкова добри и верни към него“. Макар и номинално частно, на погребението присъства персоналът на Сандрингам Хаус; „всеки един човек в имението отиде и застана около портите и гробът му бе напълно покрит с цветя."  Кралица Александра пише на кралица Мери, че „сега [техните] двама скъпи Джони лежат един до друг”.

## Наследство
Принц Едуард, който е с 11 години по-възрастен от Джон и почти не го познава, вижда смъртта му като „малко повече от неприятност, достойна за съжаление“. Той пише безчувствено писмо до кралица Мери, което оттогава е изгубено. Тя не отговаря, но той се чувства длъжен да й напише извинение, в което казва: „Чувствам се толкова хладнокръвна и несимпатична свиня, че написах всичко, което направих... Никой не може да осъзнае повече от теб колко малко означаваше бедният Джони за мен, който почти не го познаваше... Съчувствам ти толкова много, скъпа мамо, която беше негова майка.“
В последното си споменаване на Джон в дневника си, Мери пише просто: „скъпото дете наистина много ми липсва“. Тя дава на Уинифред Томас редица книги на Джон, върху които е надписала „В памет на нашия скъп малък принц“.  Гувернантката му Лала Бил винаги държи портрет на Джон над полицата над камината си, заедно с писмо от него, което гласи „бавачке, обичам те“. През последните години уединението на Джон е представено като доказателство за „безсърдечието“ на семейство Уиндзор. Според документален филм на Чанъл 4 от 2008 г. голяма част от съществуващата информация за Джон е „базирана на мълви и слухове, точно защото толкова малко подробности от живота му и проблемите му са били разкривани някога“, а Британската епилептична асоциация заявява: „Нямаше нищо необичайно в това, което [кралят и кралицата] направиха. По това време хората с епилепсия бяха отделяни от останалата част от обществото. Те често биваха поставяни в епилептични колонии или психиатрични заведения. Смяташе се, че това е форма на психично заболяване...“, добавяйки, че изминават още 20 години, преди идеята, че епилептиците не трябва да се затварят, да започне да се налага.
Един автор твърди, че кралското семейство е вярвало, че тези страдания могат да протичат през тяхната кръв, която тогава все още се е смятало за по-чиста от кръвта на обикновения човек, и като такова е искало да скрие колкото е възможно повече за болестта на Джон. Други предполагат, че Джон е бил изпратен в Уд Фарм, за да му осигурят възможно най-добрата среда при суровите условия на Първата световна война. Друг автор твърди, че кралското семейство е било „уплашено и засрамено от болестта на Джон“, а друг твърди, че животът на Джон „обикновено се описва или като трагедия, или като конспирация“. По времето, когато Едуард VIII (бивш принц Едуард) абдикира, е направен опит да се дискредитира принц Алберт, който е наследил Джордж VI, като се предполага, че той е бил обект на припадъци като Джон. През 1998 г., след откриването на два тома семейни снимки, Джон за кратко е подложен на обществено внимание.
През 2003 г. излиза „Изгубеният принц“ (The Lost Prince) – биографична драма за живота на принц Джон, написана и режисирана от Стивън Полиакоф.